# Ambassade de France au Kenya
L'ambassade de France au Kenya est la représentation diplomatique de la République française auprès de la république du Kenya. Elle est située à Nairobi, la capitale du pays, et son ambassadeur est, depuis 2022, Arnaud Suquet (d), qui est aussi représentant permanent de la France auprès de l'Organisation des Nations unies à Nairobi. Il est en outre représentant de la France accrédité auprès de la république fédérale de Somalie, la représentation française à Mogadiscio ayant été fermée en 1993.

## Ambassade
L'ambassade est située au sein de la Plaza Barclays, rue Loita, à Nairobi, près de Central Park. Elle accueille aussi une section consulaire.

## Ambassadeurs de France au Kenya
| De   | À    | Ambassadeur              |
| ---- | ---- | ------------------------ |
| 1963 | 1964 | René Servoise            |
| 1964 | 1968 | Jean de Beausse (d)      |
| 1968 | 1969 | Claude Arnaud            |
| 1969 | 1972 | René Millet              |
| 1972 | 1976 | Olivier Deleau           |
| 1976 | 1980 | Christian Girard         |
| 1980 | 1984 | Roger Duzer              |
| 1984 | 1987 | Michel Van Grevenynghe   |
| 1987 | 1990 | Jacques Leclerc          |
| 1990 | 1993 | Michel de Bonnecorse     |
| 1993 | 1996 | Michel Rougagnou (tr)    |
| 1996 | 2000 | Jacques Depaigne         |
| 2000 | 2004 | Pierre Jacquemot (d)     |
| 2004 | 2006 | Hubert Fournier (d)      |
| 2006 | 2010 | Élisabeth Barbier (d)    |
| 2010 | 2013 | Étienne de Poncins       |
| 2013 | 2016 | Rémi Maréchaux (d)       |
| 2016 | 2018 | Antoine Sivan (d)        |
| 2018 | 2022 | Aline Kuster-Ménager (d) |
| 2022 | auj. | Arnaud Suquet (d)        |

## Relations diplomatiques
La diplomatie multilatérale, c’est-à-dire conduite entre trois États et plus, est devenue primordiale au XXe siècle, surtout depuis la création des Nations unies. Nairobi est l'un des quatre sièges des Nations unies, avec New York, Vienne et Genève, ce qui donne à l’ambassadeur de France au Kenya une position unique au monde dans le dispositif diplomatique français.

### LaSomalie
La Somalie, pays voisin du Kenya, héberge une représentation diplomatique de la France à partir de 1960. Cependant, les relations diplomatiques avec ce pays sont interrompues et l'ambassade est fermée en juin 1993. L'ambassadeur français au Kenya est, depuis cette date, le simple représentant de la France. Le 21 janvier 2013, marquant la volonté de Paris de construire une nouvelle relation à la suite de l'élection, en septembre 2012, du président Hassan Sheikh Mohamoud à la tête du pays, l'ambassadeur de France à Nairobi est accrédité auprès du gouvernement somalien. Cette nomination marque une étape dans les relations entre les deux pays, marquées par deux décennies de guerre civile après la chute du dictateur Mohamed Siad Barre en 1991.

## Consulats
Outre le consulat général de Nairobi, il existe un consul honoraire basé à Mombasa.

### Communauté française
Au 31 décembre 2016, 1 657 Français sont inscrits sur le registre consulaire au Kenya.
| 2001 | 2002 | 2003 | 2004 |
| ---- | ---- | ---- | ---- |
| 729  | 814  | 823  | 822  |

| 2005 | 2006  | 2007 | 2008  |
| ---- | ----- | ---- | ----- |
| 893  | 1 028 | 975  | 1 056 |

| 2009  | 2010  | 2011  | 2012  |
| ----- | ----- | ----- | ----- |
| 1 096 | 1 153 | 1 366 | 1 440 |

| 2013  | 2014  | 2015  | 2016  |
| ----- | ----- | ----- | ----- |
| 1 529 | 1 493 | 1 561 | 1 657 |

| 2017  | 2018  | 2019  | 2020  |
| ----- | ----- | ----- | ----- |
| 1 814 | 1 888 | 1 867 | 1 778 |

| 2021  | - | - | - |
| ----- | - | - | - |
| 1 594 | - | - | - |

### Circonscriptions électorales
Depuis la loi du 22 juillet 2013 réformant la représentation des Français établis hors de France avec la mise en place de conseils consulaires au sein des missions diplomatiques, les ressortissants français d'une circonscription recouvrant le Burundi, le Kenya, l'Ouganda, le Rwanda, la Tanzanie, la Zambie et le Zimbabwe élisent pour six ans trois conseillers consulaires. Ces derniers ont trois rôles : 
1. ils sont des élus de proximité pour les Français de l'étranger ;
2. ils appartiennent à l'une des quinze circonscriptions qui élisent en leur sein les membres de l'Assemblée des Français de l'étranger ;
3. ils intègrent le collège électoral qui élit les sénateurs représentant les Français établis hors de France.

Pour l'élection à l'Assemblée des Français de l'étranger, le Kenya appartenait jusqu'en 2014 à la circonscription électorale de Nairobi, comprenant aussi le Burundi, l'Ouganda, le Rwanda et la Tanzanie, et désignant deux sièges. Le Kenya appartient désormais à la circonscription électorale « Afrique centrale, australe et orientale » dont le chef-lieu est Libreville et qui désigne cinq de ses 37 conseillers consulaires pour siéger parmi les 90 membres de l'Assemblée des Français de l'étranger.
Pour l'élection des députés des Français de l’étranger, le Kenya dépend de la 10e circonscription.